# Töpfer (Berg)
Der Töpfer ist ein 582 m ü. NHN hoher Berg im Zittauer Gebirge nordöstlich des Ortes Oybin. Bekannt ist er vor allem wegen seiner geologischen Formationen, der Bergbaude auf dem Gipfel (Töpferbaude) sowie der Aussicht auf das Oberlausitzer Bergland, das Riesen- und Isergebirge sowie die Stadt Zittau. Seinen Namen verdankt der Töpfer wahrscheinlich einem der zahlreichen Felsgebilde auf dem langgestreckten Gipfel, einem Felstor, welches zwei Kelchen oder Urnen ähnlich sieht. 

## Aussichtspunkte

### Böhmische Aussicht

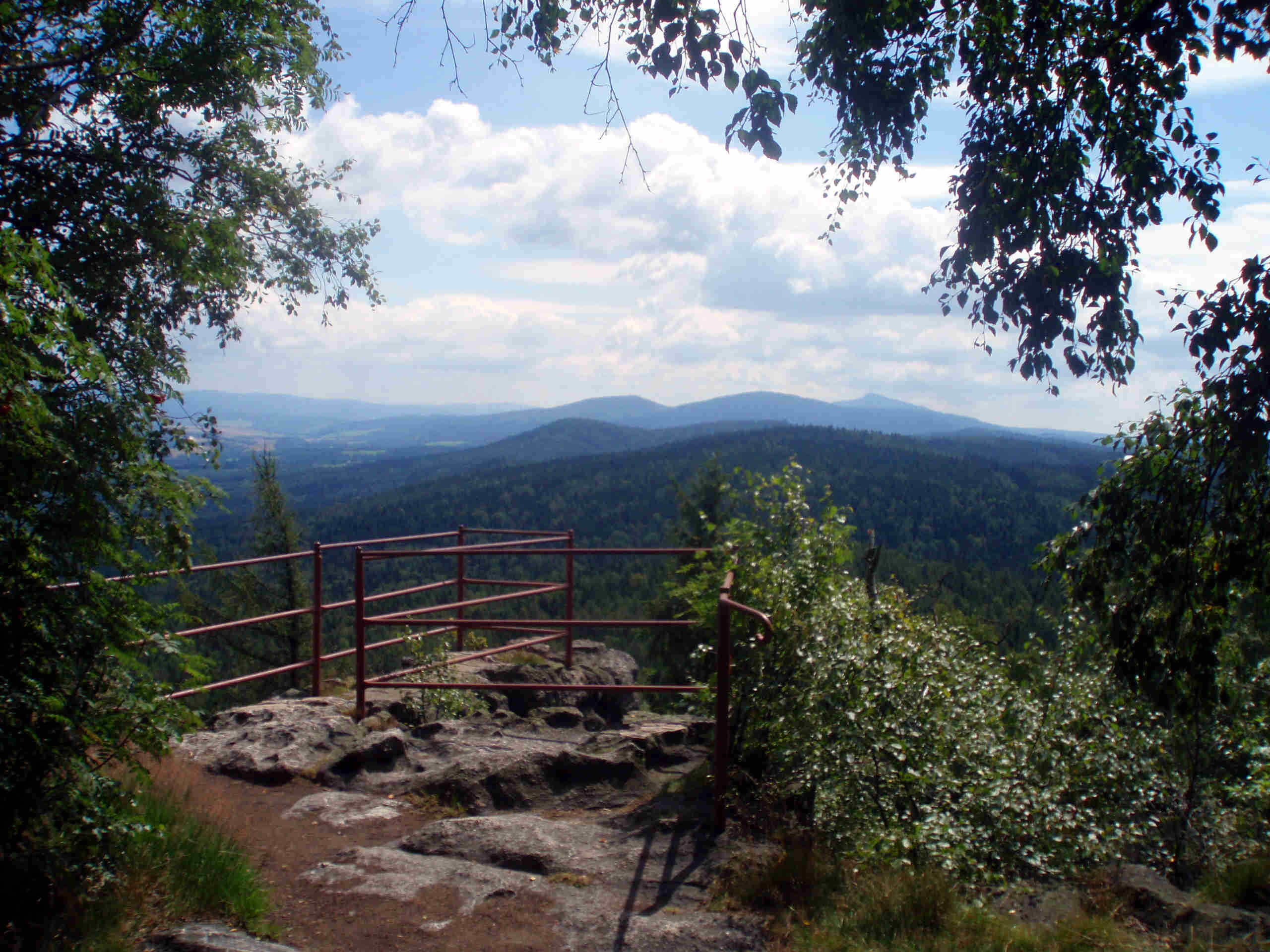
Blick von der Böhmischen Aussicht zum Jeschken (rechts)

Die Böhmische Aussicht am Töpfer ist ein Aussichtspunkt am östlichen Ende des Gipfelplateaus. Von der durch Geländer gesicherten Felskanzel bietet sich ein Blick über die deutsch-tschechische Landesgrenze in Richtung Iser-, Riesen- und Jeschkengebirge. Nordöstlich liegen mehrere Orte, darunter Bogatynia in Polen und Hrádek nad Nisou in der Tschechischen Republik. Etwa zwei Kilometer östlich führt unterhalb der Böhmischen Aussicht die Landstraße von Lückendorf nach Zittau vorbei.

## Geschichte
1369 schenkte Kaiser Karl IV. den Cölestiner Mönchen vom Oybin den Berg. In einer Mönchsschrift wurde der Berg als „Tepper“ erwähnt. 
Die Stadt Zittau erwarb 1574 den Berg. 1831 diskutierte man darüber, eine sogenannte Konstitutionssäule zu Ehren der sächsischen Verfassung auf dem Berg zu errichten, schließlich wurde sie jedoch in Zittau gebaut. Ein Bergtreffen von 18 Gesangsvereinen aus der Lausitz und Nordböhmen auf dem Töpfer, seinerzeit noch ohne Bewirtungsmöglichkeit, war Ausschlag für die Bitte des Olbersdorfer Gemeinderates, den Bürgermeister von Zittau um die Errichtung eines „kleinen Berghäuschens“ zu bitten. 1860 wurde daraufhin die erste Bergbaude errichtet und gleichzeitig der erste Bergführer herausgegeben. 
1876 musste die Baude wegen des ständig anschwellenden Besucherstromes erweitert werden. Nach einem Brand wegen Blitzeinschlags 1903 wurde bereits ein Jahr später das Haus in heutiger Form wiedereröffnet. 
Seit einigen Jahren führt der internationale Naturlehrpfad Lausitzer und Zittauer Gebirge über den Gipfel.
Sächsische Speläologen der Höhlenforschergruppen Dresden und Zittau erkundeten in diesem Sandsteinkarstgebiet eine ungewöhnlich große Zahl von Höhlen, deren Entstehung z. T. auch auf wesentliche Felsbewegungen zurückgeführt wird. Sie sind im Sächsischen Höhlenkataster dokumentiert.

## Wege zum Gipfel

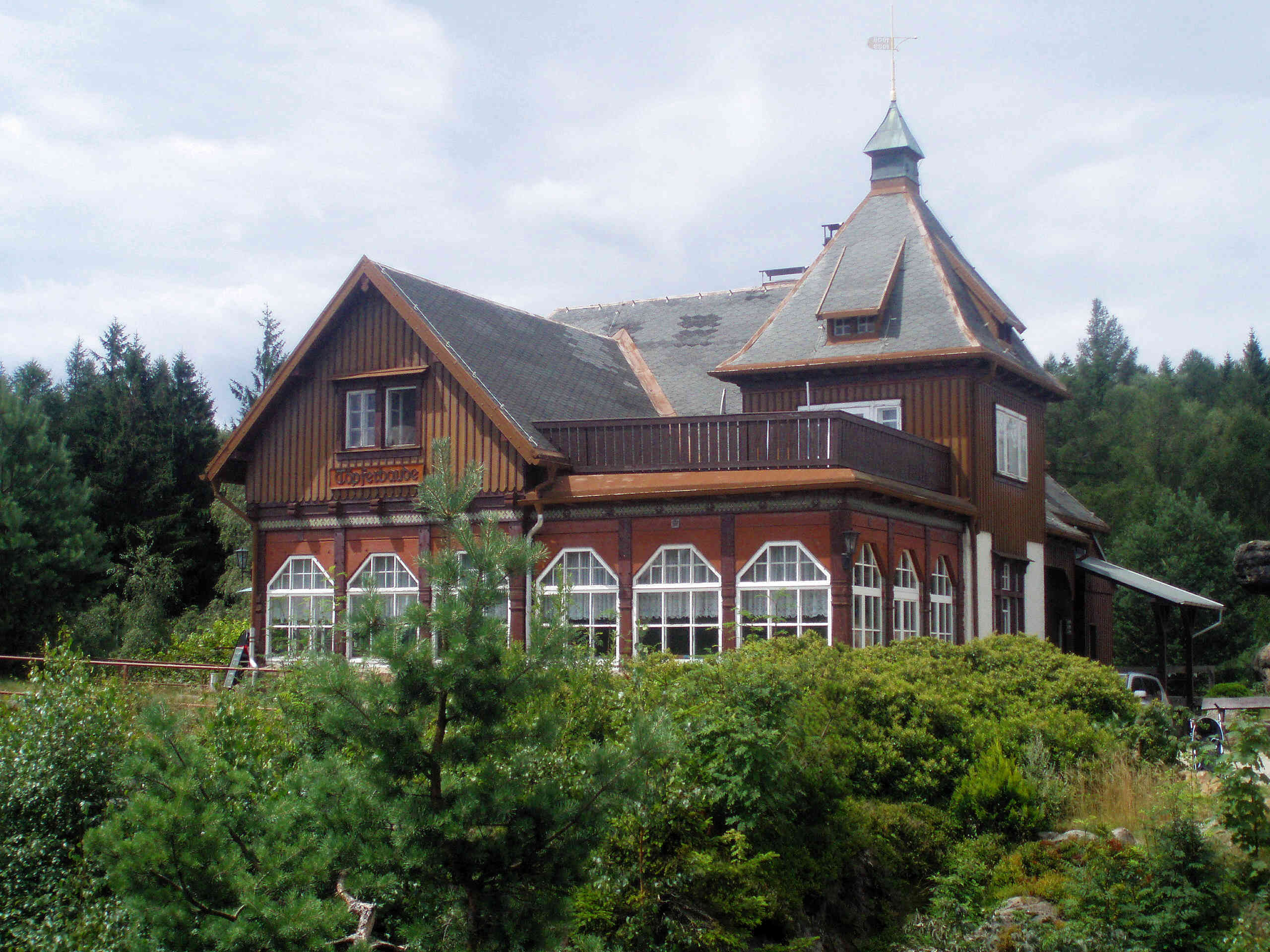
Töpferbaude auf dem Gipfel

- von der Teufelsmühle aus dem Oybintal kommend die „Krieche“ hinauf
- aus östlicher Richtung über die „Kleine Eisgasse“
- Liebigweg über Gratzer Höhlen
- von Oybin Bahnhof den Wirtschaftsweg hinauf, in der Saison auch von einer Bahn befahren

## Felsformationen und Sehenswertes
- Böhmische Aussicht (Aussichtskanzel in Richtung Iser- und Jeschkengebirge)
- Oybinaussicht
- Papagei
- Schildkröte
- Küken
- Wackelstein
- Brütende Henne
- Europakreuz (Bergkreuz, am 17. September 2003 errichtet)
- Gratzer Höhle

## Sonnenphänomen

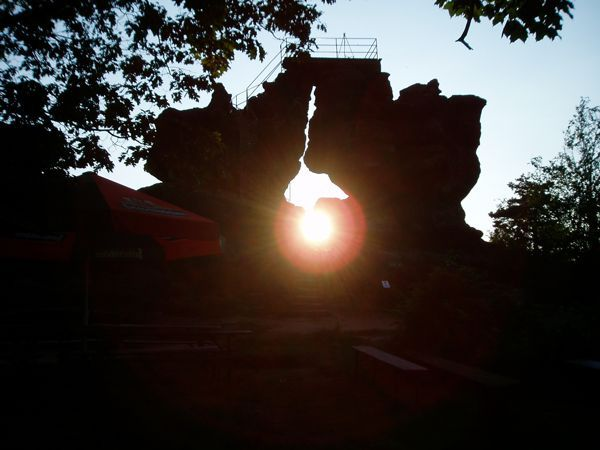
Felsentor Töpfer Sonnendurchgang Sommersonnenwende Sonnenuntergang gegen 20.00 Uhr

Seit 2008 untersucht die Fachgruppe Archäoastronomie der  Volks- und Schulsternwarte „Bruno-H.-Bürgel“ in Sohland/Spree das Felsentor auf dem Töpfer im Hinblick auf sein kalendarisches Verhalten im Zusammenspiel mit der Sonne.  Es wurde festgestellt, dass der Öffnungswinkel des Felsentores von Westen genau dem des Sonnenaufgangs für das Jahr (von Sonnenwende zu Sonnenwende) entspricht und von Osten die Sonne zur Sommersonnenwende genau in der Tormitte untergeht.

## Wichtige Kletterfelsen
- Ernst-Schulze-Stein
- Sphinx
- Gratzer Steine
- Gratzer Höhle
- Krumme Tante
- Saurier
- Töpfertürme
- Echse
- Brütende Henne
- Rübezahlwand
- Zackenkrone